# Kissikátor
Kissikátor község Borsod-Abaúj-Zemplén vármegye nyugati csücskében, a szlovák határ mellett, közel a nógrádi és hevesi vármegyehatárhoz, az Ózdi járásban.
Ózdtól közúton 15, Salgótarjántól 40, Miskolctól 75 kilométerre, a Hangony jobb oldali mellékvölgyében található. Környéke igen szép vidék, vadban gazdag, jelentős erdőállománnyal, ahol manapság medve is felbukkanhat.

## Története
A település az Árpád-kor óta lakott, először 1379-ben említik. A török időkben elpusztult, nemcsak a törökdúlás, hanem természeti csapások miatt is, de újra benépesült.
Kissikátor Zsáktelepülés, amelynek elzártságát, demográfiai és gazdasági helyzetét tovább súlyosbította, hogy 1920-ban a trianoni határ elvágta a szomszédos északnyugati régióktól, majd a 90-es években összeomlott az észak-borsodi és nógrádi nehézipar, a lakosság fő munkáltatója.
A település nyugat felőli megközelíthetőségén azonban sokat javított a 23 115-ös bekötőút kiépítése 1990 körül, majd a Tajti és Cered közötti határátkelő megnyitása a 2000-es években, később pedig a 2306-os Cered–Zabar műút rendbehozása.
A falunak 1904 előtt Sikátor volt a neve; a középkorban Sykathor néven szerepelt.

## Közélete

### Polgármesterei
- 1990–1994: Elek József (MSZP)[6]
- 1994–1998: Elek József (MSZP)[7]
- 1998–2002: Elek József (MSZP)[8]
- 2002–2006: Elek József (MSZP)[9]
- 2006–2010: Elek József (MSZP)[10]
- 2010–2014: Kocsik László Csaba (Fidesz-KDNP)[11]
- 2014–2019: Kocsik László (Fidesz-KDNP)[12]
- 2019–2024: Kocsik László (Fidesz-KDNP)[13]
- 2024– : Kocsik László (Fidesz-KDNP)[1]

## Népesség
A falu néprajzilag a Barkó-vidékhez tartozik. Az itt és a környező tájon élő barkók Györffy István etnográfus szerint nem rokonai a palócoknak, hanem önálló népcsoport.
1910-ben a falunak 410 lakója volt, 1995-ben 386.
A település népességének változása:
| Lakosok száma | 320  | 306  | 295  | 282  | 298  | 296  | 276  |
|               | 2013 | 2014 | 2015 | 2021 | 2022 | 2023 | 2024 |

2001-ben a településnek csak magyar lakossága volt.
A 2011-es népszámlálás során a lakosok 98%-a magyarnak, 0,3% románnak mondta magát (2% nem nyilatkozott; a kettős identitások miatt a végösszeg nagyobb lehet 100%-nál). A vallási megoszlás a következő volt: római katolikus 87%, református 2,3%, felekezeten kívüli 1,6% (9,1% nem válaszolt).
2022-ben a lakosság 94%-a vallotta magát magyarnak, 0,7% németnek, 0,3% románnak, 0,3% cigánynak, 1% egyéb, nem hazai nemzetiségűnek (5,7% nem nyilatkozott; a kettős identitások miatt a végösszeg nagyobb lehet 100%-nál). Vallásuk szerint 62,1% volt római katolikus, 0,7% görög katolikus, 1% egyéb keresztény, 4,7% felekezeten kívüli (31,2% nem válaszolt).

## Látnivaló
Kissikátor Árpád-kori (XII. századi) alapokra épült római katolikus körtemploma a falun kívül, a bekötőút melletti Kápolna-tetőn áll, körülötte szép fekvésű temetővel. Az eredetileg Szent Miklós tiszteletére szentelt kicsiny templom (voltaképpen kápolna) egy román kori – később romba dőlt – rotunda alapjain épült 1764-ben. Ekkor kapta barokk berendezését, festett kazettás mennyezetét és hagymakupolás huszártornyát, mely magában foglalja a harangot. Tagolatlan, egyszerű architektúráját kis ablakok törik át. 1958 óta védett műemlékünk.
Az eltelt két és fél évszázad során a templom többszöri felújításokon esett át, miközben a gyenge alapozás miatt folyamatosan süllyed. 1829-ben tetőjavítás történt, 1833-ban pótolták a tönkrement régi oltárt, 1865-ben padlóját lekövezték, zsindelyes teteje bádogfedést kapott. Az 1960-as években leástak a fal tövébe, hogy megállapítsák a süllyedés mértékét, majd újravakolták és újrafedték az épületet, ezúttal vörösrézlemezzel. A 80-as évek közepén a süllyedés miatt halaszthatatlanná vált a templom körüli terület lenyesése és az ezzel kapcsolatos tereprendezés; a temetődomb lefaragott része támfalat kapott, a templom padlóját megemelték, falait körben leszigetelték, fedését ismét fazsindelyre cserélték, a bejárat előtetőt kapott. A 90-es években újabb renoválás vette kezdetét, az Országos Műemléki Felügyelőség, az egyház és az önkormányzat közös erőfeszítésével. A 2000-ig tartó munkálatok során restaurálták a belső síkmennyezet – korábban levakolt – festését, ismét emeltek a padlószinten, teljesen átalakították a bejáratot, korszerűsítették a villámhárítást, a csapadékvíz-elvezetést, megerősítették a lábazat szigetelését, a falakat újravakolták, a tetőre zsindelyt imitáló műemléki pala került; az épület éjszakai díszkivilágítást kapott, közvetlen környezete gondozottabbá vált (burkolókövek, füvesítés, virágágyások, díszcserjék), és megújult a ravatalozó is. A tereprendezéssel összefüggésben a templom körül álló hatalmas hársfák – a szakrális hely ékességei – közül egyet már korábban kivágtak, a bejáratnál lévő másik kettőt a 2000-es felújítást követően, a temető öreg fáival együtt.
 
A területet 2010 után kerítéssel vették körbe a vadkárok ellen és az épület védettségének fokozása érdekében (a gépjárművel történő megközelítés megnehezítésére, vandálok, fosztogatók távol tartására).
A templom bejelentkezéssel látogatható.

### Fotók a körtemplomról

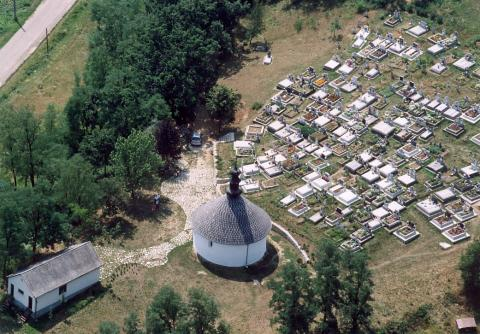
Légifelvételen a templom, a temető és a ravatolozó
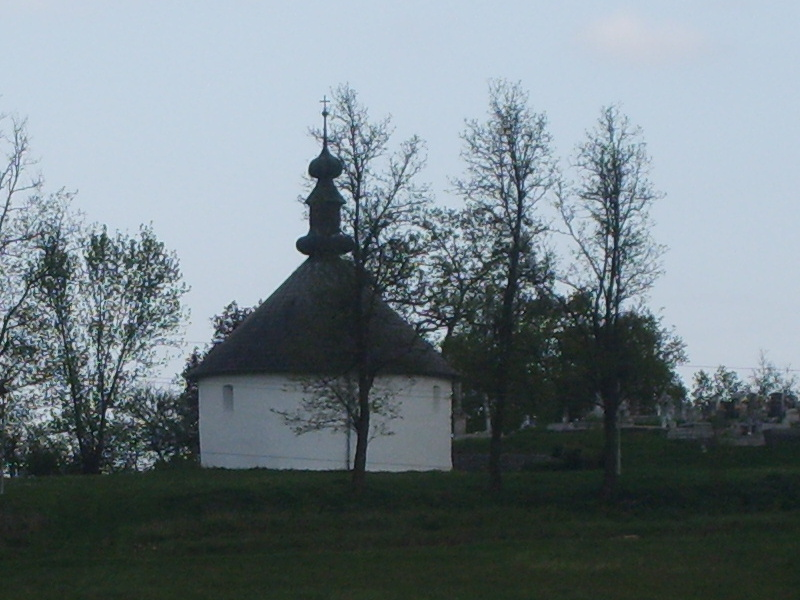
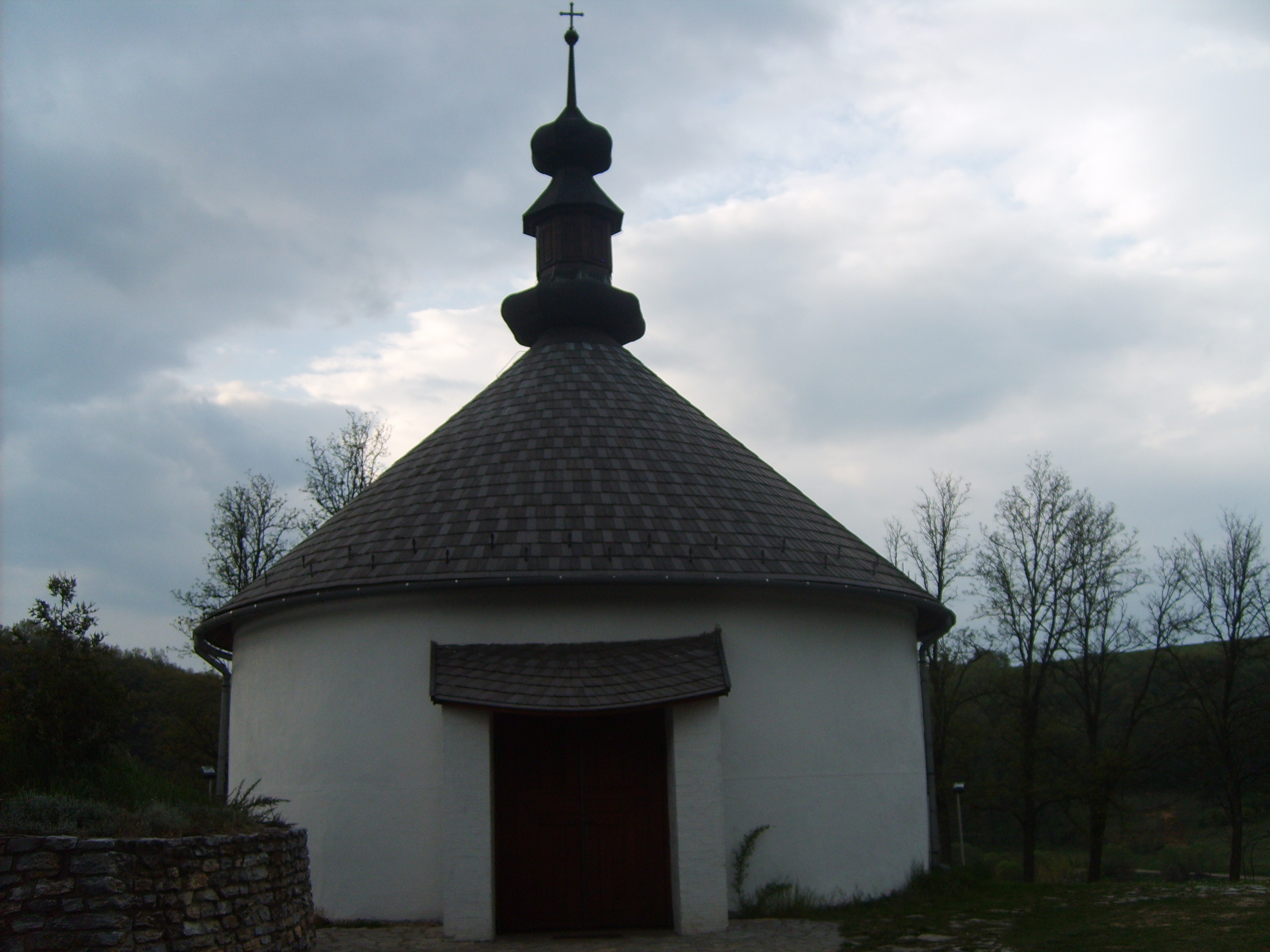

## Környező települések
Domaháza 4, Hangony 7 km-re van a falutól. A legközelebbi város Ózd, kb. 15 km-re.

## Testvértelepülés
Détér (jelenleg Szlovákiához csatolva)